# Amolops viridimaculatus
Amolops viridimaculatus és una espècie de granota trobada a Àsia. Específicament, l'espècie es distribueix pel Yunnan (Xina), el Vietnam septentrional, Myanmar septentrional i Nagaland (India); s'espera que també sigui present al nord de Laos. Els exemplars femella mesuren 88 m d'allargada, mentre que els mascles són una mica més petits i mesuren 75 mm. La presència de A. viridimaculatus està en un procés de regressió i la seva observació cada cop és menys freqüent per la pèrdua d'hàbitat a causa de l'agricultura a petita escala i a la construcció de preses. És una espècie poc comuna a la Xina que s'ha observat entre 1.400 i 2.350 m d'altitud. Al Vietnam només es va recollir un exemplar l'any 1997 a 1.750 m d'altitud, des de llavors no s'hi han observat més exemplars.